# 艾菲·基卓斯
艾菲·基卓斯（英語：Alfie Gilchrist；2003年11月28日—）是一名英格蘭職業足球員，司職中堅，現効力英超球會車路士。

## 球會生涯

### 早年生涯
基卓斯於泰晤士河畔金斯頓出生，並在當地球會Old Isleworthians青年足球會及昆士柏流浪開始足球生涯。他在2014年加入英超球會車路士的青訓學院。

### 車路士
基卓斯在2020年11月與車路士簽下他的首張職業合約。他在2021–22賽季成為車路士U18的隊長，並帶領球隊贏得當屆U18英超盃。他在2023年2月被委任為球會U23梯隊的隊長，並在當季獲提名英超2最佳球員。
2023年5月26日，基卓斯首次入選車路士一隊對陣曼聯的比賽名單，但並未上陣。他在2023年夏天被納入車路士一隊前往美國參與季前友誼賽的大隊名單，並在對陣域斯咸的5–0勝仗中後備上陣。同年12月27日，基卓斯在對陣水晶宮的英超比賽上演職業生涯地標戰，在補時階段後備入替賓諾·巴迪亞舒利。
2024年1月6日，基卓斯在對陣普雷斯顿的足總盃比賽中首次擔任正選，協助球隊以4–0擊敗對手晉級。同年4月2日，他與球會達成協議續約至2026年。同月15日，基卓斯在對陣愛華頓的比賽中後備上陣，並在比賽第90分鐘射入職業生涯首個入球，協助車路士以6–0大勝。

#### 外借錫菲聯
2024年8月7日，基卓斯被外借到英冠球會錫菲聯，為期一季。同月10日，他在對陣普雷斯頓的2-0勝仗中上演地標戰，協助球隊保持清白之身。

## 生涯統計
最後更新：2024年11月30日
| 效力球會       | 球季     | 聯賽     | 聯賽 | 聯賽 | 國家盃賽 | 國家盃賽 | 聯賽盃賽 | 聯賽盃賽 | 其他 | 其他 | 總計 | 總計 |
| 效力球會       | 球季     | 聯賽     | 上陣 | 入球 | 上陣     | 入球     | 上陣     | 入球     | 上陣 | 入球 | 上陣 | 入球 |
| -------------- | -------- | -------- | ---- | ---- | -------- | -------- | -------- | -------- | ---- | ---- | ---- | ---- |
| 車路士U21      | 2021–22  | —        | —    | —    | —        | —        | —        | —        | 3    | 0    | 3    | 0    |
| 車路士U21      | 2022–23  | —        | —    | —    | —        | —        | —        | —        | 4    | 0    | 4    | 0    |
| 車路士U21      | 2023–24  | —        | —    | —    | —        | —        | —        | —        | 2    | 0    | 2    | 0    |
| 車路士U21      | 總計     | 總計     | 0    | 0    | 0        | 0        | 0        | 0        | 9    | 0    | 9    | 0    |
| 車路士         | 2023–24  | 英超     | 11   | 1    | 4        | 0        | 2        | 0        | —    | —    | 17   | 1    |
| 錫菲聯（外借） | 2024–25  | 英冠     | 16   | 0    | 0        | 0        | 1        | 0        | —    | —    | 17   | 0    |
| 生涯總計       | 生涯總計 | 生涯總計 | 27   | 1    | 4        | 0        | 3        | 0        | 9    | 0    | 32   | 1    |

1. 1 2 3  於英格蘭足球聯賽錦標賽上陣。

## 榮譽

### 個人
- 車路士年度最佳青訓球員: 2023-24[22]